# جیوکس
Geox یک برند ایتالیایی تولیدکننده کفش و لباس با کارایی ضد آب / و منافذ هوایی فابریک است.
این کمپانی در سال ۱۹۹۵ توسط ماریو مورتی پولگاتو تأسیس گردید نام این برند از اول کلمات لاتین  Geo (به معنای زمین  و چیزی که روی آن راه می‌رویم ) و X (سمبلی از نوشتار تکنولوژیک) تشکیل شده‌است.
ماریو متولد ۱۹۵۲ در نزدیکی ترویزو است  حرفه خانوادگی آن‌ها تولید شراب خالص و تجارت آن بود و کنفرانسی در مورد کفش و ساختن آن از مواد طبیعی در سالن کارخانه رنو و دیدن لباس‌ها باعث پدید آمدن ایده اولیه این برند شد. پس از مدتی ساختن کفش‌ها ی نظامی برای ارتش سوئیس به عنوان تجارت کوچک خانوادگی آن‌ها به راه افتاد.
بعد از موفقیت ایده کفش‌های نظامی آن‌ها به سمت تست کردن کفش‌های کودکانه  رفتند و در سال ۹۵ ماریو مورتی به عنوان تولیدکننده کفش با نام برند جئوکس در اروپا به شهرت رسید. آن‌ها با کمک لابراتوارها و کار در دانشگاه‌های معتبر دست به تولید اصولی کفش‌های متنوع زده‌اند. و مارکهای چون مونته بلا که در رده چکمه‌های زنانه می‌باشد از محصولات Geox است.